# Темирівська волость
Темирівська волость — історична адміністративно-територіальна одиниця Олександрівського повіту Катеринославської губернії.
Станом на 1886 рік складалася з 7 поселень, 8 сільських громад. Населення — 1559 особи (837 чоловічої статі та 726 — жіночої), 180 дворових господарств.
|                     | Площа, десятин | У тому числі орної, дес. |
| ------------------- | -------------- | ------------------------ |
| Сільських громад    | 1204           | 774                      |
| Приватної власності | 10579          | 4030                     |
| Казенної власності  | —              | —                        |
| Іншої власності     | —              | —                        |
| Загалом             | 11783          | 4804                     |

Основні поселення волості:
- Темирівка — колишнє власницьке село при балці Вербовій за 114 верст від повітового міста, 326 осіб, 41 двір. За 13 верст — постоялий двір.
- Нововасилівка — колишнє власницьке село при річці Янчул, 44 особи, 6 дворів, постоялий двір.